# Songwebron
Songwebron (swahili: Daraja la Songwe; engelska: Songwe Bridge) är en internationell bro som går över floden Songwe och binder samman Malawi och Tanzania. Den byggdes 1988 och är omkring 50 meter lång.